# 清水坂公園

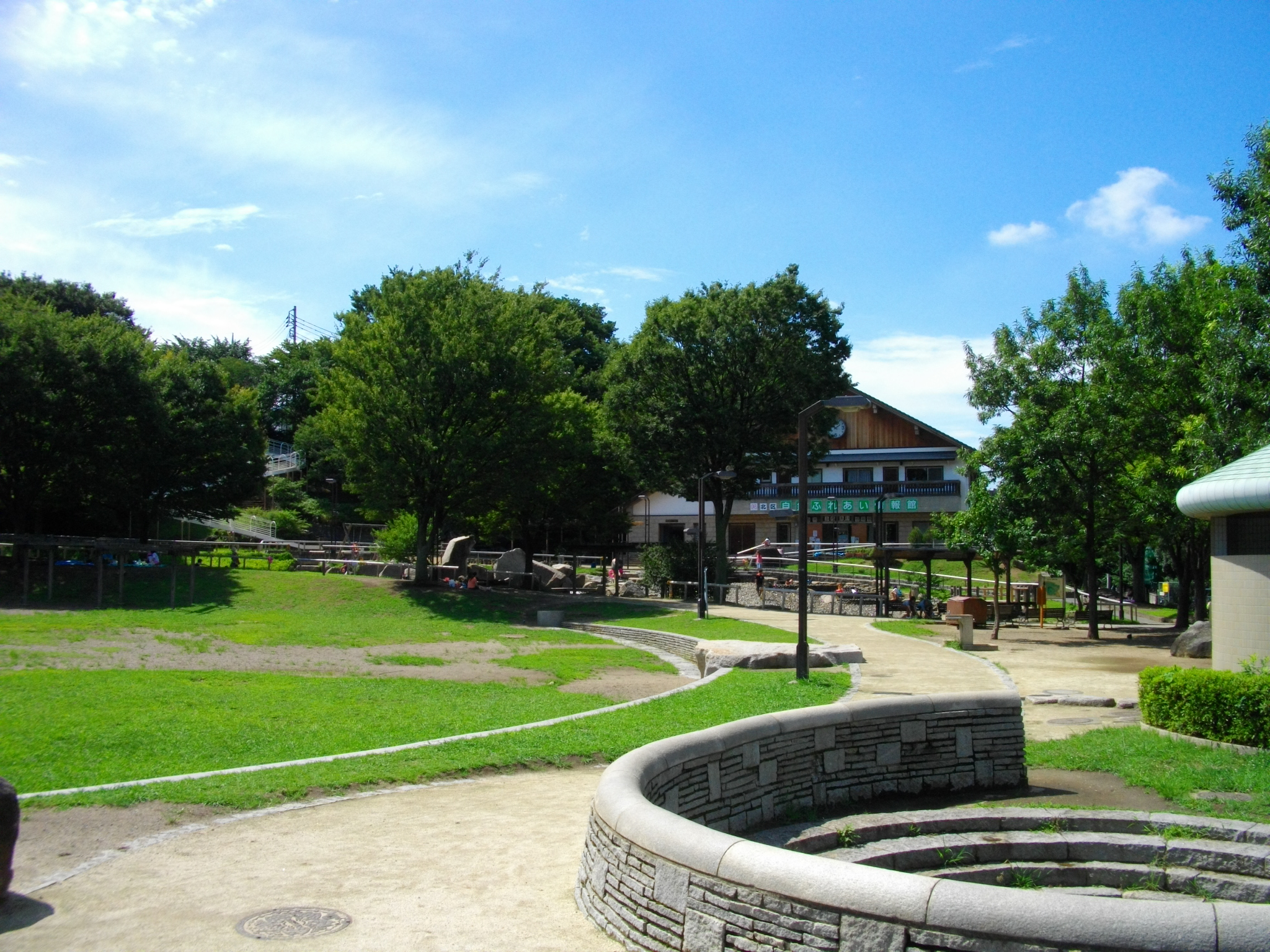
清水坂公園

清水坂公園（しみずざかこうえん）は、東京都北区十条仲原に設置された公立の公園施設。

## 概要
清水坂公園は十条仲原四丁目2番1号に所在する北区立の公園。武蔵野台地の崖地を生かした高低差のある公園で園内には広場や全長52メートルのローラー式の滑り台、渓流をイメージした湧水を利用した人工の水の流れ、ジャブジャブ池などがあり北区を代表する公園として近隣住民を中心に多く利用されている公園である。清水坂公園は埼京線の線路沿い（赤羽駅～十条駅間）にあるため、埼京線の車内からでも公園の様子を確認することができる。また園内には北区自然ふれあい情報館が併設されており、自然環境についての展示や自然に触れたり、学習できる施設がある。入園は無料だが、駐車場は設置されていない。

## 歴史
当地は元々は国鉄の官舎があったが、1980年代に取り壊されその後北区立公園として整備され、1994年4月1日に開園したものである。

## 施設
- 広場
- ローラー式滑り台
- じゃぶじゃぶ池
- 北区自然ふれあい情報館・自然観察園

面積：20,647m2

## 交通
- 赤羽駅より徒歩約13分、または京浜東北線東十条駅より徒歩約14分。

## 開園時間
公園は常時開園。自然ふれあい情報館は午前9時30分より午後4時30分まで（休館日：月曜日〔月曜日が祝日の場合祝日の翌日〕及び年末年始）